# Monleón
Monleón est une commune de la province de Salamanque dans la communauté autonome de Castille-et-León en Espagne.

## Géographie
La commune ne comporte qu'un seul noyau de population, elle occupe une superficie totale de 19,10 km² et selon les données démographiques recueillies lors du recensement municipal par l'INE (INSEE espagnole) en 2016, elle compte 90 habitants.

## Sites et patrimoine

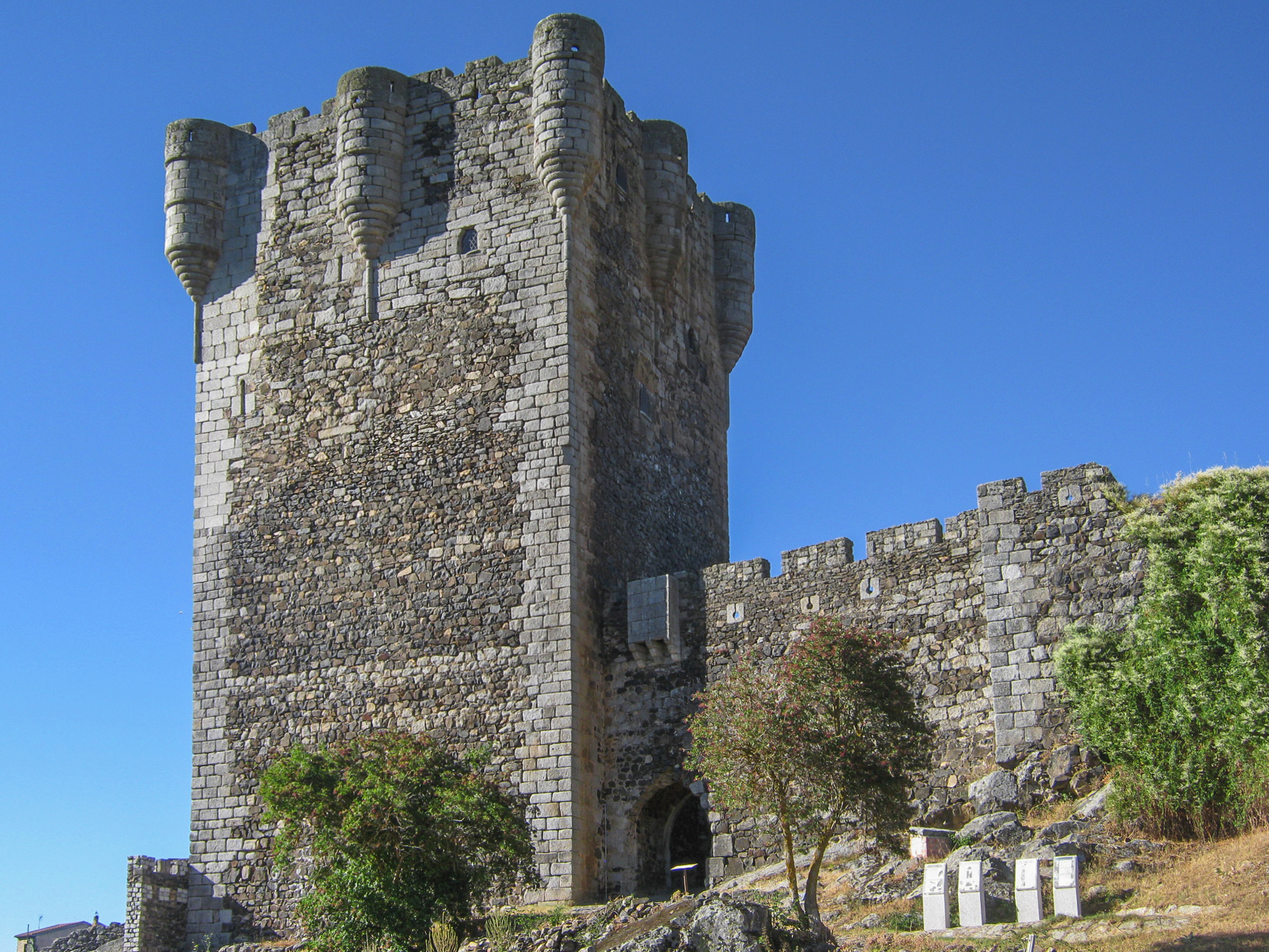
Château de Monleón et porte de Coria